# Pseudophanella saegeri
Pseudophanella saegeri är en insektsart som beskrevs av Synave 1965. Pseudophanella saegeri ingår i släktet Pseudophanella och familjen Dictyopharidae. Inga underarter finns listade i Catalogue of Life.